# ديوغو نونيز
ديوغو نونيز هو لاعب كرة قدم برتغالي في مركز الدفاع، ولد في 10 نوفمبر 1996 في ماتوسينهوس في البرتغال. لعب مع سبورتينغ لشبونة ب.

## وصلات خارجية
- ديوغو نونيز على موقع قاعدة بيانات كرة القدم.إي يو (الإنجليزية)
- ديوغو نونيز على موقع Soccerway.com (الإنجليزية)